# Deni
Deni je moško osebno ime.

## Izvor imena
Ime Deni je različica moškega osebnega imena Denis.

## Pogostost imena
Po podatkih Statističnega urada Republike Slovenije je bilo na dan 31. decembra 2007 v Sloveniji število moških oseb z imenom Deni: 109.

## Osebni praznik
V koledarju je ime Deni zapisano skupaj z imenom Denis.